# Spector (Band)

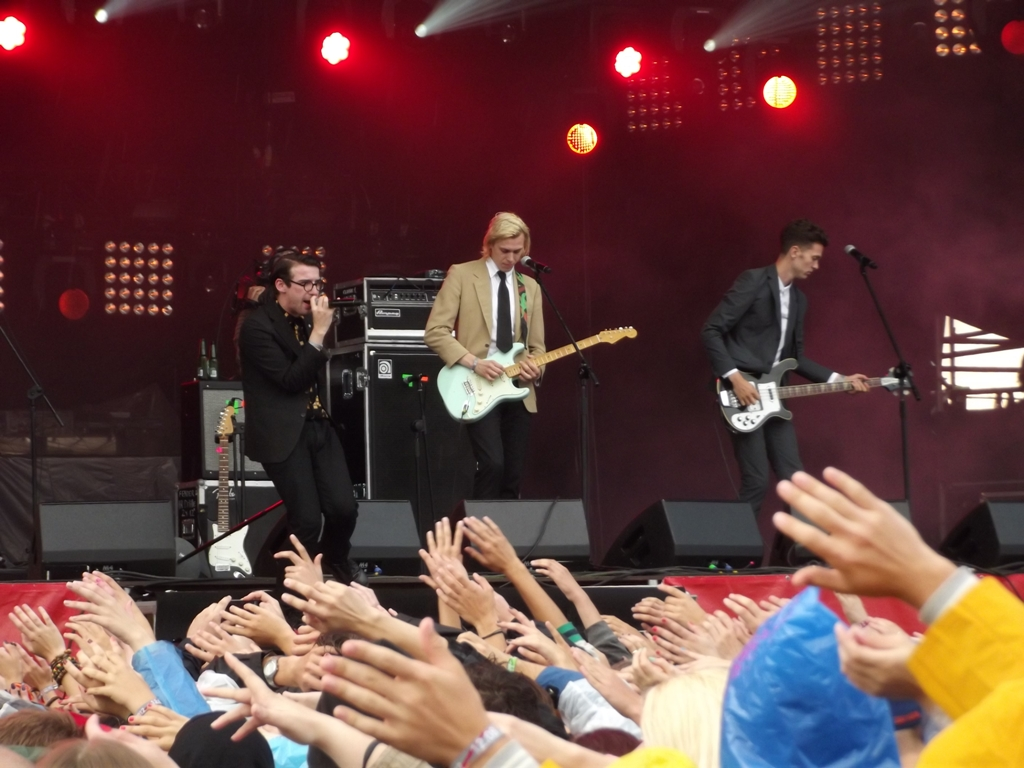
Spector (2012)

Spector ist eine englische Popband aus London. 2012 hatten sie ihren Durchbruch mit dem Album Enjoy It While It Lasts.

## Bandgeschichte
Sänger Frederick Macpherson, ein ehemaliger MTV-Moderator, war in den 2000ern zuerst bei Les Incompétents und dann bei Ox.Eagle.Lion.Man gewesen, die sich 2010 auflösten. Zusammen mit Incompétentes-Gitarrist Christopher Burman, Bassist Thomas Shickle, Keyboarder Jed Cullen und Schlagzeuger Danny Blandy gründete er Anfang der 2010er die Band Spector. Ursprünglich nannten sie sich Spectre, nach der Verbrecherorganisation aus den James-Bond-Filmen, änderten dann aber die Schreibweise, weil der Name schon vergeben war.
Nachdem sie sich in der Londoner Liveszene einen Namen gemacht hatten, unterschrieben sie beim Label Fiction Records. 2011 veröffentlichten sie ihre Debütsingle Never Fade Away, standen beim Reading/Leeds Festival auf der Newcomer-Bühne, waren Toursupport von den Kaiser Chiefs und hatten einen Fernsehauftritt bei Later with Jools Holland. Anfang 2012 wurde ihnen bei der BBC-Sound-of-Umfrage der Durchbruch prognostiziert. Nach weiteren Auftritten und noch einer Supporttour mit Florence + the Machine erschien im August ihr Debütalbum Enjoy It While It Lasts. Damit schafften sie auf Platz 12 der britische Albumcharts.
Burman verließ im Jahr darauf die Band. In der Folge wurde auch der Sound der Band elektronischer. Nach einer Pause erschien 2015 die Single All the Sad Young Men im Vorgriff auf das zweite Album. Ende August erschien Moth Boys, das Platz 27 erreichte und nicht ganz so erfolgreich war wie das Debüt.
Nach einer weiteren Auszeit beschlossen sie, musikalisch wieder mehr zu ihren Wurzeln zurückzukehren. Wegen ihres langsamen Produktionstempos veröffentlichten sie danach keine weiteres Album, sondern brachten ihre neuen Songs einzeln oder als EP heraus.

## Mitglieder
- Frederick Macpherson, Sänger
- Thomas Shickle, Bass
- Jed Cullen, Keyboard
- Danny Blandy, Schlagzeug

ehemaliges Mitglied
- Christopher Burman, Gitarre (bis 2013)

## Diskografie
Alben
- Enjoy It While It Lasts (2012)
- Moth Boys (2015)
- Ex-Directory (EP, 2018)

Lieder
- Never Fade Away (2011)
- What You Wanted (2011)
- Grey Shirt and Tie (2011)
- Chevy Thunder (2012)
- Celestine (2012)
- Friday Night, Don’t Ever Let It End (2012)
- Don’t Make Me Try (2014)
- All the Sad Young Men (2015)
- Bad Boyfriend (2015)
- Reeperbahn (2015)
- Stay High (2015)
- Born in the EU (2016)
- Extended Play (2018)
- Reloaded (2018)
- I Won’t Wait (2019)
- Half Life (2019)
- Simplicity (2019)
- Nightmare (2020)